# طلامس (فلم)
طلامس (بالفرنسية: Tlamess)، هُو فيلم دراما روائية تونسي صدر سنة 2019 وأخرجه علاء الدين سليم.

## وصلات خارجية
- طلامس  في قاعدة بيانات الأفلام على الإنترنت (بالإنجليزية)